# السيم
السيم هي إحدى القرى اللبنانية من قرى قضاء صيدا في محافظة الجنوب.